# Al Peco
Al Peco, de son vrai nom Yamadou Kanouté, né en 1980 à Grigny, dans l'Essonne, est un rappeur français.

## Biographie
Al Peco, de son vrai nom Yamadou Kanouté, est né et a grandi à en France jusqu'à l'âge de 9 ans. Il grandit par la suite à Bamako, au Mali, y passant la majeure partie de son enfance et de son adolescence. Inspiré par Kriss Kross à l'âge de 12 ans, il commence le rap à 14-15 ans, et fonde le groupe Rage (Koly, Fokko et Justice) à ses 16 ans. Ce groupe devient vite la première référence du rap au Mali en même dans les pays frontaliers grâce au morceau Votemania.
À 18 ans, Al Peco s'installe à Toulouse, en Haute-Garonne, pour faire ses études d'économie. Avec son associé Koly avec qui il monte l'association Rokia Sound, épaulés de leur nouvelle rencontre sur Toulouse Kaff2kaff (le compositeur d'un célèbre titre B.Boy), ils organisent des soirées étudiantes et en 2001 le premier maxi solo PEC EXEL est publié. Tout s'enchaîne vite, après avoir décroché sa maîtrise en économie gestion des entreprises, il se remet dans le son et se fait remarquer dans tous les projets auxquels il participe[réf. nécessaire].
Il publie son premier album intitulé ColonizaSon album qui comporte les participations de Chamillionnaire, Blacko et de son groupe BCWN, le 18 juin 2008,. Il revient ensuite avec trois volumes de la mixtape Clandestines connexions sur lesquelles il remixe les classiques et les morceaux du moment. En 2008, Al Peco contribue à la version française de la bande originale du film Au bout de la nuit. En 2009, il publie son album Clandestines connexions Vol.1 qui atteint la 123e place des classements français. Il publie en 2011, le titre C'est gâté.

## Discographie

### Albums
- 2004 : Bledhard Concept Vol.1 Mixe par DJ Pray One (BCWN/Cypha Prayer) (Atoll music)
- 2004 : B.Boy / Crames Pas Ta Life (feat. Dadoo) EP (Kaff2kaff and BCWN)
- 2005 : GT1 "Genération T1kiete (mixtape)  Al Peco Feat Busta Flex  - Disiz la Peste
- 2006 : Bledhard Concept Vol.2 (BCWN)
- 2008 : ColonizaSon (BCWN)
- 2009 : Clandestines connexions Vol.1
- 2009 : Clandestines connexions Vol.2
- 2010 : Clandestines connexions Vol.3

### Collaborations
- 2002 : Monsieur R feat. Al Peco, Sniper, Ol' Kainry, Kamnouze Scred Connexion, Tandem, Youssoupha etc. - La lutte est en marche (sur la compile Sachons dire NON Vol.3)
- 2003 : Al Peco - Clash de VIP (sur la compile Talents fâchés 1)
- 2003 : Al Peco - Freestyle (sur Mcs en Faktion 2 de DJ Pray One)
- 2004 : Al Peco - Immigrants (sur la compile Sang d'encre haut débit)
- 2004 : Meven feat. Al Peco - Rançon (sur le street CD de Meven, Rapaces vibes)
- 2004 : Meven feat. Al Peco - Streetstyle (sur le Street CD de Meven, Rapaces vibes)
- 2004 : Al Peco - Tu parles trop (sur la compile Session freestyle)
- 2005 : Soosol feat. Al Peco - Intro (sur l'album de Soosol, Pre-history)
- 2005 : Al Peco feat. Kazkami - Combien de sacrifices (sur la B.O. du film Dans tes rêves)
- 2005 : Al Peco feat. Meven & Sashem - Hip Hop (sur la compile Rap indé)
- 2005 : Eskadron feat. Al Peco & Code 147 - Simple délire (sur l'album d'Eskadron, Top départ)
- 2005 : Seth Gueko feat. Al Peco & Loko - Universal (sur le street CD de Seth Gueko, Barillet plein)
- 2005 : Al Peco - Monsieur le ministre de l'intérieur (sur la compile Rap 2 rue)
- 2005 : Al Peco - Freestyle (sur la compile 10 ans de Cut Killer)
- 2006 : Dany Dan feat. Al Peco & Les Nubians - Bienvenue à Babylone (sur l'album de Dany, Poétiquement correct)
- 2006 : Al Peco - Lascards contre bledhards (sur la compile Unity)
- 2006 : Al Peco - Je reviens (sur la mixtape Têtes brulées Vol.2)
- 2006 : Al Peco feat. Sadik Asken - Passeport du ghetto (sur la compile des 5 ans de Tracklist Magazine)
- 2006 : Mic Fury feat. Al Peco & Horseck - Arrête de graver mon flow (sur l'album de Mic Fury, Jusqu'au bout du tunnel)
- 2006 : Al Peco feat. Shareen, Cheb Bilal & Malika - Reviens-moi (sur la compile Rai'N'B Fever Vol.2)
- 2006 : Al Peco feat. Stress - Ma génération (sur la compile Dis l'heure 2 Hip Hop Rock)
- 2006 : Cuizinier feat. Al Peco & Meven - Va t'asseoir (sur la mixtape de Cuizinier Pour les Filles vol. 3)
- 2007 : Al Peco - Tu te trompes (sur la compile Écoute la rue Marianne)
- 2007 : Al Peco - La même haine (sur la compile Ghetto truands et Associés)
- 2007 : Smoker feat. Al Peco & Pit Baccardi - Cash money (sur l'album de Smoker, La roue tourne)
- 2008 : Lalcko feat. Al Peco - Liberian bling (sur la mixtape de Lalcko, Diamants de conflit)
- 2008 : Al Peco feat. Sinistre - Racaille musique (sur la compile Rap2K)
- 2008 : Abdel feat. Al Peco, Dany Dan, Six coups Mc, Smoker, Gued1, Seven, S'Pi & Sultan - Rap impact Remix (sur la compile Rap impact)
- 2008 : Lesly Ja feat. Al Peco & Djam-L - Range ton glock (sur l'album de Lesly Ja Black Album)
- 2008 : Al Peco feat. Monsieur Nov - Laissez-nous pleurer (sur l'album de Monsieur Nov Sans dessus de Soul)
- 2010 : Jeune Ras feat. Al Peco - S'en bat les yec (sur l'album de Jeune Ras Freeride)
- 2010 : Jeune Ras feat. Al Peco - 4 étoiles (sur l'album de Jeune Ras, Freeride)